# 三趾跳鼠
三趾跳鼠，别名：跳兔、沙跳，北方三趾跳鼠，屬於囓齒目跳鼠科，分佈在中亞地區。

## 分布
甘肃省内分布于张掖、高台、酒泉、嘉峪关、金塔、玉门、安西、敦煌、肃北、阿克塞等地； 中国见于青海柴达木盆地、山西、陕西、河北北部、内蒙古、宁夏、新疆、吉林、辽宁西部；国外分布于蒙古、苏联中亚和哈萨克斯坦以及伊郎北部。

## 形态特征
外形似五趾跳鼠，体长大于110毫米。头圆吻钝。眼大。耳壳发达，耳前方有一排白色硬毛，成栅状但贴头前折不达眼前缘。尾长，其长约为体长的1/3。前肢短小，具五趾，二、四趾爪发达，爪细长而锐利。后肢约为前肢的三倍，具三趾，各趾下被有梳状硬毛。门齿前面橙黄色，中央有纵沟。背毛及后肢外方深沙黄色微沾黑色，毛基部灰色，中段深沙黄色，毛尖黑色；少数毛深沙黄色的一段为黑色所代替；体侧浅沙黄色，毛基白色；腹面、前肢、后肢内侧均为白色；白毛区绕过臀部向后一直延伸到尾基部；耳壳外方棕黄色，内面为稀疏白毛；耳后有一白斑，颊部至眼上方色浅，毛基白色；鼻上方小部分被以短而硬的纯沙黄色毛；尾上下两色，背方为纯沙黄色，腹方白色，尾末端有黑褐色和白色毛相间而成的毛束，但其黑褐色环在腹方为白毛隔断。头骨宽而短；额骨在肋骨后缘部分最窄；颧弓虽细，但向上分支很宽；眶下孔大，呈卵圆形；鼻骨与额骨相接处有凹陷，但较羽尾跳鼠的凹陷浅；顶间骨大，听泡中等，两听泡前端距离宽。乳突部不膨大。门齿孔后缘一般不超过前臼齿。腭孔两对，较小。

## 生活习性
栖息范围很广，固定和半固定沙丘，砾石荒漠、盐渍荒漠、沙丘、荒地、农田附近的草地均有。1982年河西走廊调查，几乎各种生境均有，捕获率高达34%，为当地优势种群。不集群，呈弥散式分布。洞穴简单，多筑于沙丘上。洞口底平，上为半圆形，直径约7厘米，向下有一攒段长约80厘米的斜道，洞道稍微弯曲。在深约60厘米处有一膨大窝室，窝室中铺有干草，侧方有一条向上斜伸的盲道、接近地面表层，遇敌时可由此破土而逃走。夜间活动，但白天也偶尔出洞。雨天躲在洞内，雨后晴夜则活动频繁，在沙质荒漠中常可见三趾跳鼠所挖的许多小坑。
三趾跳鼠多在地势高而干燥、地表植被稀疏、长有沙生植物的沙质土壤中栖居。喜欢在沙蒿、柽柳、锦鸡儿等灌木丛间活动。洞穴比较简单，多筑于植被稀疏的沙质土壤、半固定沙丘过流动沙丘上。一个洞有洞口一个，直径约8-9厘米，向下通窝巢。洞道长一般为1.2-1.5米，距地面深30-60厘米 。在洞道末端扩大的地方为巢室。在繁殖期窝巢铺垫干草。窝呈圆形，外径13-15厘米，其深约为3厘米。窝巢侧方有向地面 斜伸的盲道，通到地面下方，遇有险情时，由此破土逃跑。
三趾跳鼠每年有两次活动高峰，6月份植物生长繁茂，食物丰盛，它的活动范围大，频次加强，达到全年活动的第一个高峰。8月下旬，天气逐渐变凉，大量觅食，积蓄体内脂肪，以备蛰眠期耗损，活动极为频繁，因而出现第二个活动高峰。
昼伏夜出，黄昏后出洞觅食，白天偶尔出洞，有冬眠习性，冬眠期六个月左右。

## 食性及繁殖
三趾跳鼠以植物种子及幼嫩根、茎为食，亦食少量昆虫。
三趾跳鼠一年繁殖一胎，怀孕期约28天，每胎产仔2-5只。
每年繁殖一次，1982年5-7月在河西走廊各地捕获的11只孕鼠中，一个胚胎的两只、两个胚胎的两只、三个胚胎的五只、四个胚胎的一只。8月以后未见孕鼠。天敌同羽尾跳鼠。

## 对人类危害特点
三趾跳鼠在草场盗食沙蒿、柠条等固沙植物种子及其幼苗，严重损害沙地植被，破坏固沙造林事业。在农区，啃食作物幼苗，掏食瓜类。

### 防治的办法
1）可采用化学防治和人工捕打两种灭鼠方法。采用化学防治时，用毒饵或熏蒸的方法都可收效。
2）人工捕打分为两种方法，一是挖洞法；二是火诱法：在其密集地区，无月的夜晚，点燃火堆，当跳鼠发现火光后即会前来。此时，人们可手持树枝等工具紧贴地面横扫其足，使其腿部受伤，不能跳跃，乘机捕捉。